# Albert Ebossé Bodjongo
Albert Dominique Ebossé Bodjongo Dika (Douala, 6 de outubro de 1989 - Tizi Ouzou, 23 de agosto de 2014) foi um futebolista camaronês que jogava como atacante.

## Carreira
Revelado pelo Coton Sport, Ebossé jogou por Unisport e Douala AC em seu país natal, antes de assinar com o Perak TBG da Malásia em abril de 2012.
Em 2013, foi contratado pelo JS Kabylie, atuando em 41 jogos e marcando 21 gols pelo maior vencedor do Campeonato Argelino.

## Morte
Em 23 de agosto de 2014, após o encerramento da partida entre JS Kabylie e USM Alger, Ebossé foi atingido por uma pedra lançada por torcedores inconformados com a derrota dos Canários. O atacante faleceu na hora, por traumatismo cranioencefálico, aos 24 anos de idade. A camisa 9, usada por ele durante sua passagem pelo JS Kabylie, foi aposentada como forma de homenageá-lo.